# Rogätzer Straße 44

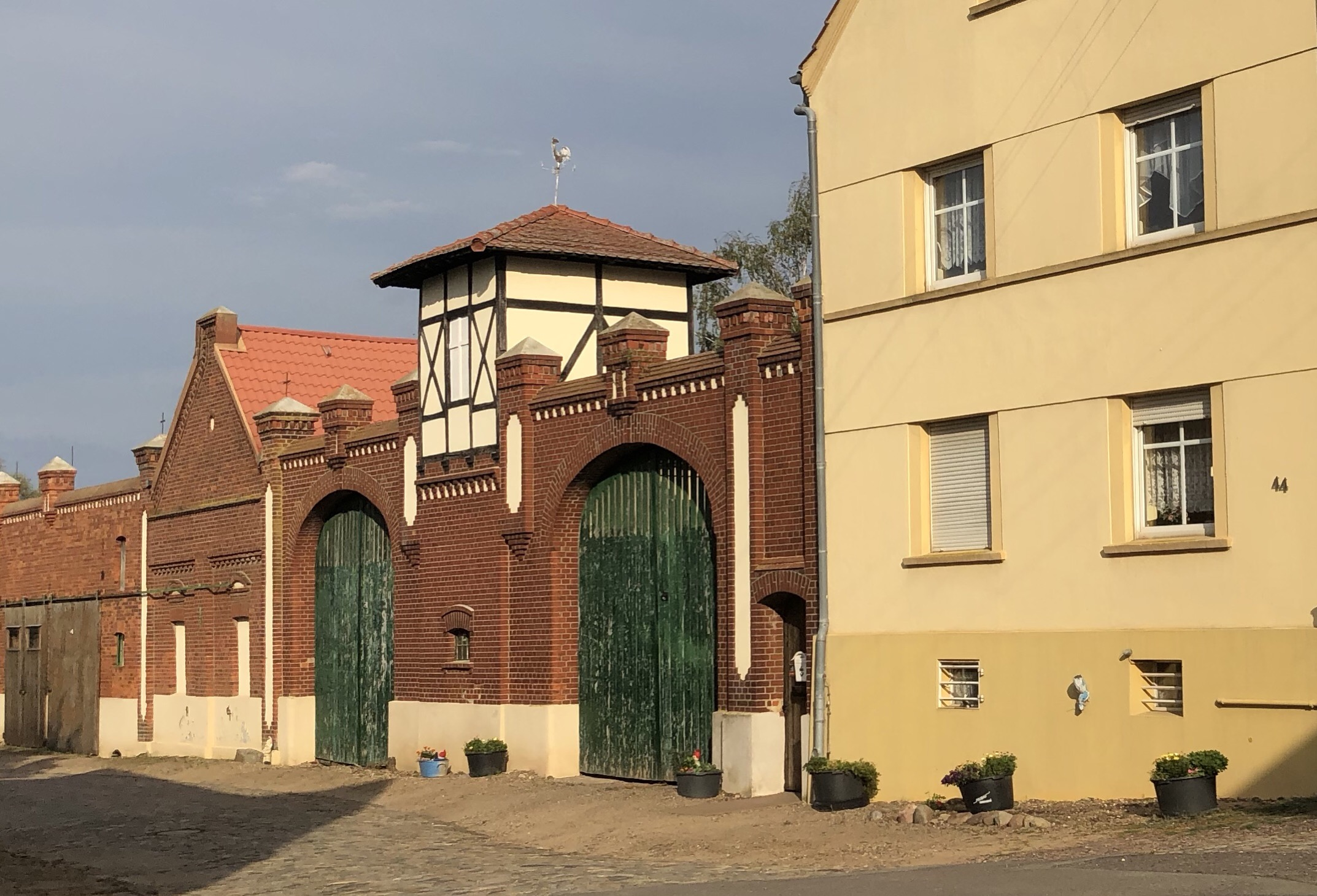
Toranlage Rogätzer Straße 44

Rogätzer Straße 44 ist die im örtlichen Denkmalverzeichnis eingetragene Bezeichnung einer denkmalgeschützten Toranlage im zur Gemeinde Loitsche-Heinrichsberg gehörenden Dorf Heinrichsberg in Sachsen-Anhalt.
Die Toranlage befindet sich am östlichen Ende der Rogätzer Straße am Ostrand von Heinrichsberg. auf der Südseite der Magdeburger Straße.
Die aufwändig gestaltete Anlage entstand im letzten Viertel des 19. Jahrhunderts als Hoftor zum dahinter befindlichen Bauernhof. Sie ist mit Backsteinen gebaut und verfügt über zwei große Tordurchfahrten, zwischen denen ein in Fachwerkbauweise errichteter Taubenturm steht. Der Turm ist mit einem Pyramidendach bedeckt. Die obere Kante der Anlage ist mit einem Zinnenkranz versehen. Als Verzierung bestehen Blendnischen.
Im örtlichen Denkmalverzeichnis ist die Toranlage unter der Erfassungsnummer 094 75588 als Baudenkmal eingetragen.